# Ann-Christin Nykvist
Ann-Christin Nykvist (ur. 4 kwietnia 1948 w Sztokholmie) – szwedzka polityk, ekonomistka i urzędnik państwowy, w latach 2002–2006 minister rolnictwa.

## Życiorys
Z wykształcenia ekonomistka, absolwentka Wyższej Szkoły Handlowej w Sztokholmie. Zawodowo związana z administracją publiczną. Zaangażowała się w działalność polityczną w ramach Szwedzkiej Socjaldemokratycznej Partii Robotniczej. W 1994, po powrocie tej partii do władzy, objęła stanowisko sekretarza stanu w administracji rządowej w departamencie służby cywilnej. W 1996 przeszła do departamentu kultury. W latach 1999–2002 kierowała Konkurrensverket, szwedzkim urzędem ds. konkurencji.
W 2002 powołana na urząd ministra rolnictwa w rządzie Görana Perssona. Stanowisko to zajmowała do 2006. Od 2007 do 2015 stała na czele Statens tjänstepensionsverk, państwowego organu emerytalnego. Następnie przez rok kierowała nowo powołaną rządową agencją Upphandlingsmyndigheten.